# Октябрьский (Караидельский район)
Октя́брьский (баш. Октябрьский) — деревня в Караидельском районе Республики Башкортостан Российской Федерации. Входит в состав Кирзинского сельсовета.

## География

### Географическое положение
Находится на берегу Павловского водохранилища реки Уфы.
Расстояние до:
- районного центра (Караидель): 86 км,
- центра сельсовета (Кирзя): 15 км,
- ближайшей ж/д станции (Щучье Озеро): 165 км.

## Население
| 2002 | 2009 | 2010 |
| ---- | ---- | ---- |
| 3    | ↘1   | →1   |

Национальный состав
Согласно переписи 2002 года, преобладающие национальности — русские (34 %), марийцы (33 %).